# Blue (álbum de Jonas Blue)
Blue é o álbum de estréia do DJ e produtor britânico Jonas Blue do gênero dance music, lançado em 9 de novembro de 2018, via Positiva e Virgin EMI.

## Faixas
Relação das faixas:
| Edição padrão |                                                            |                                 |         |  |
| N.º           | Título                                                     | Producer(s)                     | Duração |  |
| 1.            | "Drink to You" (featuring Zak Abel)                        | Jonas Blue Jordan Riley         | 3:30    |  |
| 2.            | "Mama" (featuring William Singe)                           | Blue                            | 3:04    |  |
| 3.            | "Perfect Strangers" (featuring JP Cooper)                  | Blue                            | 3:16    |  |
| 4.            | "I See Love" (featuring Joe Jonas)                         | Blue                            | 2:53    |  |
| 5.            | "Polaroid" (with Liam Payne and Lennon Stella)             | Blue                            | 3:13    |  |
| 6.            | "Desperate" (featuring Nina Nesbitt)                       | Blue Jackson Foote Jordan Riley | 2:54    |  |
| 7.            | "By Your Side" (featuring Raye)                            | Blue                            | 3:21    |  |
| 8.            | "Wild" (featuring Chelcee Grimes, TINI and Jhay Cortez)    | Blue Jordan Riley               | 3:32    |  |
| 9.            | "Wherever You Go" (with Jessie Reyez featuring Juan Magán) | Blue Juan Magán                 | 3:28    |  |
| 10.           | "Purpose" (featuring Era Istrefi)                          | Blue Banx & Ranx                | 2:50    |  |
| 11.           | "Rise" (featuring Jack & Jack)                             | Blue                            | 3:14    |  |

| Edição Digital |                                                     |                                     |         |  |
| N.º            | Título                                              | Producer(s)                         | Duração |  |
| 12.            | "Supernova" (featuring Charlotte OC and Dark Heart) | Blue Dark Heart                     | 3:07    |  |
| 13.            | "We Could Go Back" (featuring Moelogo)              | Blue                                | 3:12    |  |
| 14.            | "Come Through" (with Kaskade and Olivia Noelle)     | Blue Kaskade Bjarnson [b] Bynon [b] | 2:58    |  |
| 15.            | "Fast Car" (featuring Dakota)                       | Blue                                | 3:3     |  |
| Duração total: | Duração total:                                      | Duração total:                      | 48:04   |  |

| Edição Japonesa |                                                        |                 |         |  |
| N.º             | Título                                                 | Producer(s)     | Duração |  |
| 16.             | "Alien" (with Sabrina Carpenter)                       | Blu             | 2:54    |  |
| 17.             | "Perfect Strangers" (featuring JP Cooper (CMC$ Remix)) | Blue            |         |  |
| 18.             | "Heartbeat" (featuring Gina Kushka and Dark Heart)     | Blue Dark Heart | 3:32    |  |
| Duração total:  | Duração total:                                         | Duração total:  | 56:35   |  |

| Edição Deluxe  |                                            |                          |         |  |
| N.º            | Título                                     | Producer(s)              | Duração |  |
| 19.            | "Rise" (featuring Iz*One)                  | Blue                     | 3:12    |  |
| 20.            | "What I Like About You" (with Theresa Rex) | Blue                     | 3:40    |  |
| 21.            | "Ritual" (with Tiësto and Rita Ora)        | Tiësto Blue Stonebank    | 3:19    |  |
| 22.            | "I Wanna Dance"                            | Blue                     | 3:05    |  |
| 23.            | "Younger" (featuring Hrvy)                 | Blue Cameron Gower Poole | 3:14    |  |
| Duração total: | Duração total:                             | Duração total:           | 73:05   |  |

## Charts
| Chart (2018–19)                          | Peak posição |
| ---------------------------------------- | ------------ |
| Austrália (ARIA)                         | 50           |
| Bélgica (Ultratop Flandres)              | 58           |
| Bélgica (Ultratop Valônia)               | 189          |
| Canadá (Billboard)                       | 78           |
| Países Baixos (Dutch Charts)             | 78           |
| França (SNEP)                            | 106          |
| Irlanda (IRMA)                           | 35           |
| Lithuanian Albums (AGATA)                | 44           |
| Nova Zelândia (RMNZ)                     | 33           |
| Escócia (Official Scottish Albums)       | 48           |
| Reino Unido (Official Albums Chart)      | 33           |
| Reino Unido (UK Dance Albums Chart)      | 2            |
| Estados Unidos (Dance/Electronic Albums) | 6            |

| Chart (2019)                               | Position |
| ------------------------------------------ | -------- |
| Australian Albums (ARIA)                   | 88       |
| Belgian Albums (Ultratop Flanders)         | 106      |
| US Top Dance/Electronic Albums (Billboard) | 15       |

## Certificações
| País        | Certificador | Certificações | Vendas  |
| ----------- | ------------ | ------------- | ------- |
| Reino Unido | BPI          | Prata         | 60,000^ |